# Gradski stadion u Laktašima
Gradski stadion u Laktašima se nalazi u Laktašima u Bosni i Hercegovini. U tijeku je gradnja istočne tribine koja će moći primiti 3000 gledatelja. Kapacitet stadiona s istočnom i zapadnom tribinom će biti oko 5000 ljudi. Na njemu svoje domaće utakmice igra FK Laktaši, nogometni klub iz istoimenog mjesta.